# Sebastián Emanuel Moyano
Sebastián Emanuel Moyano (Mendoza, Argentina; 26 de agosto de 1990) es un futbolista argentino. Juega como arquero y su primer equipo fue Godoy Cruz de Mendoza. Actualmente milita en Aldosivi de Mar del Plata de la Liga Profesional.

## Estadísticas
- Actualizado al 28 de mayo de 2025

| Club                       | Div.                | Temporada           | Liga | Liga | Copa nacional | Copa nacional | Copa internacional | Copa internacional | Total | Total |
| Club                       | Div.                | Temporada           | PJ   | GR   | PJ            | GR            | PJ                 | GR                 | PJ    | GR    |
| -------------------------- | ------------------- | ------------------- | ---- | ---- | ------------- | ------------- | ------------------ | ------------------ | ----- | ----- |
| Godoy Cruz Argentina       | 1.ª                 | 2011/12             | —    | —    | —             | —             | —                  | —                  | 0     | 0     |
| Godoy Cruz Argentina       | 1.ª                 | 2012/13             | 1    | 0    | —             | —             | —                  | —                  | 1     | 0     |
| Godoy Cruz Argentina       | 1.ª                 | 2013/14             | 3    | -3   | 1             | -1            | —                  | —                  | 4     | -4    |
| Godoy Cruz Argentina       | 1.ª                 | 2014                | 19   | -39  | 1             | -3            | 2                  | -3                 | 22    | -45   |
| Godoy Cruz Argentina       | 1.ª                 | 2015                | 8    | -14  | 1             | -1            | —                  | —                  | 9     | -15   |
| Godoy Cruz Argentina       | 1.ª                 | 2016                | —    | —    | —             | —             | —                  | —                  | 0     | 0     |
| Godoy Cruz Argentina       | 1.ª                 | 2016/17             | —    | —    | —             | —             | —                  | —                  | 0     | 0     |
| Godoy Cruz Argentina       | Total               | Total               | 31   | -56  | 3             | -5            | 2                  | -3                 | 36    | -64   |
| Aldosivi Argentina         | 2.ª                 | 2017/18             | 24   | -22  | 1             | -1            | —                  | —                  | 25    | -23   |
| Aldosivi Argentina         | 1.ª                 | 2025                | 0    | 0    | 0             | 0             | —                  | —                  | 0     | 0     |
| Aldosivi Argentina         | Total               | Total               | 24   | -22  | 1             | -1            | 0                  | 0                  | 25    | -23   |
| Gimnasia (LP) Argentina    | 1.ª                 | 2018/19             | 3    | -4   | —             | —             | —                  | —                  | 3     | -4    |
| Gimnasia (LP) Argentina    | Total               | Total               | 3    | -4   | 0             | 0             | 0                  | 0                  | 3     | -4    |
| Unión Argentina            | 1.ª                 | 2019/20             | 20   | -25  | 2             | -2            | 2                  | -2                 | 24    | -29   |
| Unión Argentina            | 1.ª                 | 2020                | —    | —    | 9             | -16           | 4                  | -3                 | 13    | -19   |
| Unión Argentina            | 1.ª                 | 2021                | 25   | -32  | 13            | -14           | —                  | —                  | 38    | -46   |
| Unión Argentina            | 1.ª                 | 2022                | 6    | -6   | 5             | -2            | 1                  | -1                 | 12    | -9    |
| Unión Argentina            | 1.ª                 | 2023                | 11   | -10  | 12            | -13           | —                  | —                  | 23    | -23   |
| Unión Argentina            | Total               | Total               | 62   | -73  | 41            | -47           | 7                  | -6                 | 110   | -126  |
| Barracas Central Argentina | 1.ª                 | 2024                | 9    | -11  | 16            | -18           | —                  | —                  | 25    | -29   |
| Barracas Central Argentina | Total               | Total               | 9    | -11  | 16            | -18           | 0                  | 0                  | 25    | -29   |
| Total en su carrera        | Total en su carrera | Total en su carrera | 129  | -166 | 61            | -71           | 9                  | -9                 | 199   | -246  |

## Palmarés
| Título             | Club                      | País      | Año  |
| ------------------ | ------------------------- | --------- | ---- |
| Primera B Nacional | Aldosivi de Mar del Plata | Argentina | 2018 |